# The Breeze: An Appreciation of JJ Cale
| Совокупная оценка | Совокупная оценка |
| Источник          | Оценка            |
| ----------------- | ----------------- |
| Metacritic        | 65/100            |
| Оценки критиков   |                   |
| Источник          | Оценка            |
| AllMusic          | [ 2 ]             |
| Drowned in Sound  | 6/10>             |

The Breeze: An Appreciation of JJ Cale — студийный трибьют-альбом Эрика Клэптона 2014 года, записанный при участии известных музыкантов, и состоящий из кавер-версий на песни Джей Джей Кейла, который умер годом ранее.

## Описание
Альбом получил название The Breeze в честь песни Джей Джей Кейла «Call Me the Breeze» 1972 года. Альбом был спродюсирован Эрик Клэптоном и Саймоном Клайми. В записи принимали участие такие музыканты, как Том Петти, Марк Нопфлер, Джон Мейер, Вилли Нельсон, Альберт Ли и другие.
Рецензент портала Allmusic Стивен Томас Эрлевайн, поставивший альбому 2,5 звезды из 5, отметил, что в некотором роде почти каждый альбом Эрика Клэптона, записанный после 1970 года, становился своеобразным трибьютом Джей Джей Кейлу, и Клэптон никогда не колебался отдать должное Кейлу в своих интервью. The Breeze: An Appreciation of JJ Cale стал полноценным трибьют-альбомом Кейлу от Клэптона, и все приглашённые музыканты вписались в «клэптоновскую версию Кейла»: «все играют в одном и том же расслабленном темпе, различия между музыкантами исчезают вместе с различиями между песнями», и всё это, по мнению Эрлевайна, создаёт образ Кейла «немного более одномерный, чем он был на самом деле».

## Список песен
Все песни написаны Джей Джей Кейлом, если не указано иное:
| №   | Название                                                         | Вокал                      | Длительность |
| --- | ---------------------------------------------------------------- | -------------------------- | ------------ |
| 1.  | «Call Me the Breeze»                                             | Эрик Клэптон               | 3:07         |
| 2.  | «Rock and Roll Records»                                          | Клэптон и Том Петти        | 2:19         |
| 3.  | «Someday» (Кейл, Уолт Ричмонд)                                   | Марк Нопфлер               | 3:48         |
| 4.  | «Lies»                                                           | Клэптон и Джон Мейер       | 3:07         |
| 5.  | «Sensitive Kind»                                                 | Дон Уайт                   | 5:17         |
| 6.  | «Cajun Moon»                                                     | Клэптон                    | 2:28         |
| 7.  | «Magnolia»                                                       | Мейер                      | 3:42         |
| 8.  | «I Got the Same Old Blues»                                       | Петти и Клэптон            | 3:03         |
| 9.  | «Songbird»                                                       | Вилли Нельсон и Клэптон    | 2:56         |
| 10. | «Since You Said Goodbye»                                         | Клэптон                    | 3:01         |
| 11. | «I'll Be There (If You Ever Want Me)» (Рэй Прайс, Расти Габбард) | Уайт и Клэптон             | 2:37         |
| 12. | «The Old Man and Me»                                             | Петти                      | 2:56         |
| 13. | «Train to Nowhere»                                               | Нопфлер, Уайт, Клэптон     | 4:51         |
| 14. | «Starbound»                                                      | Нельсон                    | 2:03         |
| 15. | «Don't Wait» (Кейл, Кристина Лейклэнд)                           | Клэптон и Мейер            | 2:47         |
| 16. | «Crying Eyes»                                                    | Клэптон, Кристина Лейклэнд | 3:31         |

## Участники записи
| - Эрик Клэптон — вокал (1, 2, 4, 6-11, 13, 15 и 16), гитары (все песни), добро (11) - Том Петти — вокал (2, 8 и 12) - Марк Нопфлер — гитара (3 и 13), вокал (3 и 13) - Джон Мейер — гитара (4, 7 и 15), вокал (4 и 7) - Вилли Нельсон — гитара (9 и 14), вокал (9 и 14) - Дон Уайт — гитара (3, 5 и 13), вокал (5, 11 и 13) - Реджи Янг — гитара (2, 6 и 8) - Дерек Тракс — гитара (14 и 16) - Альберт Ли — гитара (1 и 11) - Дэвид Линдли — гитара (9 и 16) - Дон Престон — гитара (3 и 13) - Кристина Лейкленд — гитара (3), вокал (16) - Майк Кэмпбелл — гитара - Дойл Брэмхолл II — гитара (10) | - Грег Лис — педальная слайд-гитара (12 и 14) - Джимми Маркхэм — гармоника (13) - Микки Рафаэль — гармоника (3, 9 и 14) - Мишель Джон — бэк-вокал (4, 5, 9 и 13) - Шэрон Уайт — бэк-вокал (4, 5, 9 и 13) - Джеймс Крус — ударные - Джим Карстейн — ударные - Ринго Старр — ударные - Дэвид Тигарден — ударные - Сатнам Рамготра — табла - Саймон Клайми — электрическое пианино Вурлитцера, орган Хаммонда, фортепиано, программирование ударных, перкуссия, бэк-вокал (9) - Нейтан Ист — бас-гитара - Джим Келтнер — ударные - Уолт Ричмонд — электрическое пианино Вурлитцера, орган Хаммонда, фортепиано. |

## Положение в чартах
| Чарт (2014-15)                           | Высшая позиция |
| ---------------------------------------- | -------------- |
| Австралия (ARIA)                         | 17             |
| Австрия (Ö3 Austria)                     | 8              |
| Бельгия/Фландрия (Ultratop)              | 7              |
| Бельгия/Валлония (Ultratop)              | 5              |
| Канада (Billboard)                       | 2              |
| Хорватия (IFPI)                          | 14             |
| Чехия (ČNS IFPI)                         | 2              |
| Дания (Hitlisten)                        | 1              |
| Нидерланды (Album Top 100)               | 1              |
| Финляндия (Suomen virallinen lista)      | 20             |
| Германия (Offizielle Top 100)            | 2              |
| Греция (IFPI)                            | 32             |
| Венгрия (MAHASZ)                         | 34             |
| Ирландия (IRMA)                          | 14             |
| Италия (Classifica album)                | 11             |
| Япония (Oricon)                          | 19             |
| Республика Корея (Circle)                | 59             |
| Республика Корея (Gaon)                  | 8              |
| Новая Зеландия (RMNZ)                    | 3              |
| Норвегия (VG-lista)                      | 2              |
| Польша (ZPAV)                            | 4              |
| Шотландия (Scottish Albums Chart)        | 4              |
| Испания (PROMUSICAE)                     | 13             |
| Швеция (Sverigetopplistan)               | 40             |
| Швейцария (Schweizer Hitparade)          | 2              |
| Великобритания (UK Albums Chart)         | 3              |
| Великобритания (UK Digital Albums Chart) | 15             |
| США (Billboard 200)                      | 2              |
| США (Billboard Digital Albums)           | 4              |
| США (Billboard Independent Albums)       | 1              |
| США (Billboard Top Rock Albums)          | 2              |
| США (Billboard Top Tastemaker Albums)    | 2              |

| Чарт (2014)                        | Позиция |
| ---------------------------------- | ------- |
| Australian Country Albums (ARIA)   | 28      |
| Austrian Albums (Ö3 Austria)       | 82      |
| Belgian Albums (Ultratop Flanders) | 107     |
| Belgian Albums (Ultratop Wallonia) | 102     |
| Danish Albums (Hitlisten)          | 28      |
| Dutch Albums (MegaCharts)          | 19      |
| German Albums (Offizielle Top 100) | 61      |
| Norwegian Albums (VG-lista)        | 60      |
| Swiss Albums (Schweizer Hitparade) | 59      |
| UK Albums (OCC)                    | 123     |
| US Billboard 200                   | 117     |
| US Independent Albums (Billboard)  | 11      |
| US Top Rock Albums (Billboard)     | 23      |

| Регион                                                                      | Сертификация | Продажи |
| --------------------------------------------------------------------------- | ------------ | ------- |
| Франция                                                                     | —            | 15,900  |
| Германия (BVMI)                                                             | Золотой      | 100,000 |
| Нидерланды (NVPI)                                                           | Золотой      | 20 000  |
| Польша (ZPAV)                                                               | Платиновый   | 20 000  |
| США                                                                         | —            | 111,000 |
| Данные о продажах + прослушиваниях приведены только на основе сертификации. |              |         |